# Hildebrand Dussler
Hildebrand Dussler (* 8. Oktober 1893 in Augsburg; † 2. Mai 1979 in Marktoberdorf) war ein deutscher Benediktiner (OSB) und Heimatforscher.

## Leben
Er besuchte die Schule in Augsburg. Nach begonnenem Studium an der TH München war Freiwilliger im Ersten Weltkrieg. Nach dem Krieg trat er in die Abtei Ettal (Primiz 1923) ein und studierte der Philosophie, Mathematik und Physik in Rom, München und Würzburg. 1927/1928 legte er das Staatsexamen für das höhere Lehramt ab. Er lehrte an Gymnasium und Philosophischer Hochschule bei St. Stephan und an der Erziehungsanstalt Ettal. 1939 für den Militärdienst laisiert, diente er bis 1944 in verschiedenen Einheiten (Oberstleutnant). Er kehrte 1946 ins Kloster Ettal ab. Ab 1947 leitete er die Oberrealschule Füssen, später das St.-Gotthard-Gymnasium.
Bis ins hohe Alter diente Dussler der Regionalforschung. Das 70. Lebensjahr hatte er bereits überschritten, als er damit begann, eine umfangreiche kommentierte Sammlung von Reiseberichten aus Bayerisch-Schwaben vorzulegen, die jeder quellenkritischen Begutachtung standhält. Die Bände 1 und 2 mit mehr als 100 Reisebeschreibungen erschienen noch zu Lebzeiten des Herausgebers in den Jahren 1968 und 1974; ein dritter Band, der zudem eine Würdigung Dusslers enthält, erschien lange nach seinem Tod im Jahr 2015.

## Schriften (Auswahl)
- Didaktische Verwertung von Spiel und Spielzeug im Physikunterricht höherer Lehranstalten. München 1932, OCLC 252750725 (zugleich Dissertation, Würzburg 1930).
- Die Kriegsschadenliste der Pflege Füssen 1632–1652. Kempten im Allgäu 1955, OCLC 36372930.
- Der Allgäuer Barockbaumeister Johann Jakob Herkomer. Leben und Werk. Nach zeitgenössischen Quellen dargestellt. Kempten im Allgäu 1956, OCLC 239515039.
- Johann Michael Feneberg und die Allgäuer Erweckungsbewegung. Ein kirchengeschichtlicher Beitrag aus den Quellen zur Heimatkunde des Allgäus. Nürnberg 1959, OCLC 217781757.
- Als Hrsg.: Reisen und Reisende in Bayerisch-Schwaben und seinen Randgebieten in Oberbayern, Franken, Württemberg, Vorarlberg und Tirol. Reiseberichte aus elf Jahrhunderten. Verlag Anton H. Konrad, Weißenhorn 1968 (Reiseberichte aus Bayerisch-Schwaben, Band 1).
- Als Hrsg.: Reisen und Reisende in Bayerisch-Schwaben und seinen Randgebieten in Oberbayern, Franken, Württemberg, Vorarlberg und Tirol. Reiseberichte aus sechs Jahrhunderten. Verlag Anton H. Konrad, Weißenhorn 1974 (Reiseberichte aus Bayerisch-Schwaben, Band 2).

## Auszeichnungen
- Allgäuer Ehrentaler des Heimatbundes Allgäu (1965)[1]
- Ehrenbürger der Gemeinde Lechbruck